# Copidosoma ultimum
Copidosoma ultimum är en stekelart som beskrevs av Sharkov 1988. Copidosoma ultimum ingår i släktet Copidosoma och familjen sköldlussteklar. Inga underarter finns listade i Catalogue of Life.